# Луогозано
Луогозано (итал. Luogosano) је насеље у Италији у округу Авелино, региону Кампанија.
Према процени из 2011. у насељу је живело 1118 становника. Насеље се налази на надморској висини од 410 м.

## Становништво
Према резултатима пописа становништва 2011. у општини је живело 1.238 становника.
| 1951. | 1961. | 1971. | 1981. | 1991. | 2001. | 2011. |
| ----- | ----- | ----- | ----- | ----- | ----- | ----- |
| 1.941 | 1.795 | 1.612 | 1.298 | 1.313 | 1.299 | 1.238 |